# Gymnadenia odoratissima
La manina profumata (Gymnadenia odoratissima (L.) Rich., 1817) è una piccola pianta erbacea dai fiori profumati, appartenente alla famiglia delle Orchidacee.

## Etimologia
Il nome generico (Gymnodenia) deriva da due parole greche: gymnos (= nudo) e adèn (= ghiandola) e deriva dal fatto che i retinacoli (le estremità nettarifere con ghiandole vischiose per far aderire il polline agli insetti pronubi) non sono racchiusi nelle borsicole ma sono praticamente “nude”.
Il termine specifico (odoratissima) ovviamente fa riferimento all'intenso profumo dei fiori.
Il binomio scientifico di questa pianta inizialmente era Orchis odoratissima, proposta dal botanico e naturalista svedese Carl von Linné (1707 - 1778) in una pubblicazione del 1759, modificato successivamente in quello attualmente accettato (Gymnadenia odoratissima), proposto dal botanico francese Rich. (1754 – 1821) nella pubblicazione dal titolo  ”De Orchideis Europaeis Annotationes” del 1817.
In lingua tedesca questa pianta si chiama Wohlriechende Handwurtz oppure Wohlriechende Nacktdrüse; in francese si chiama Gymnadénie odorante; in lingua inglese si chiama Fragrant Orchid.

## Descrizione

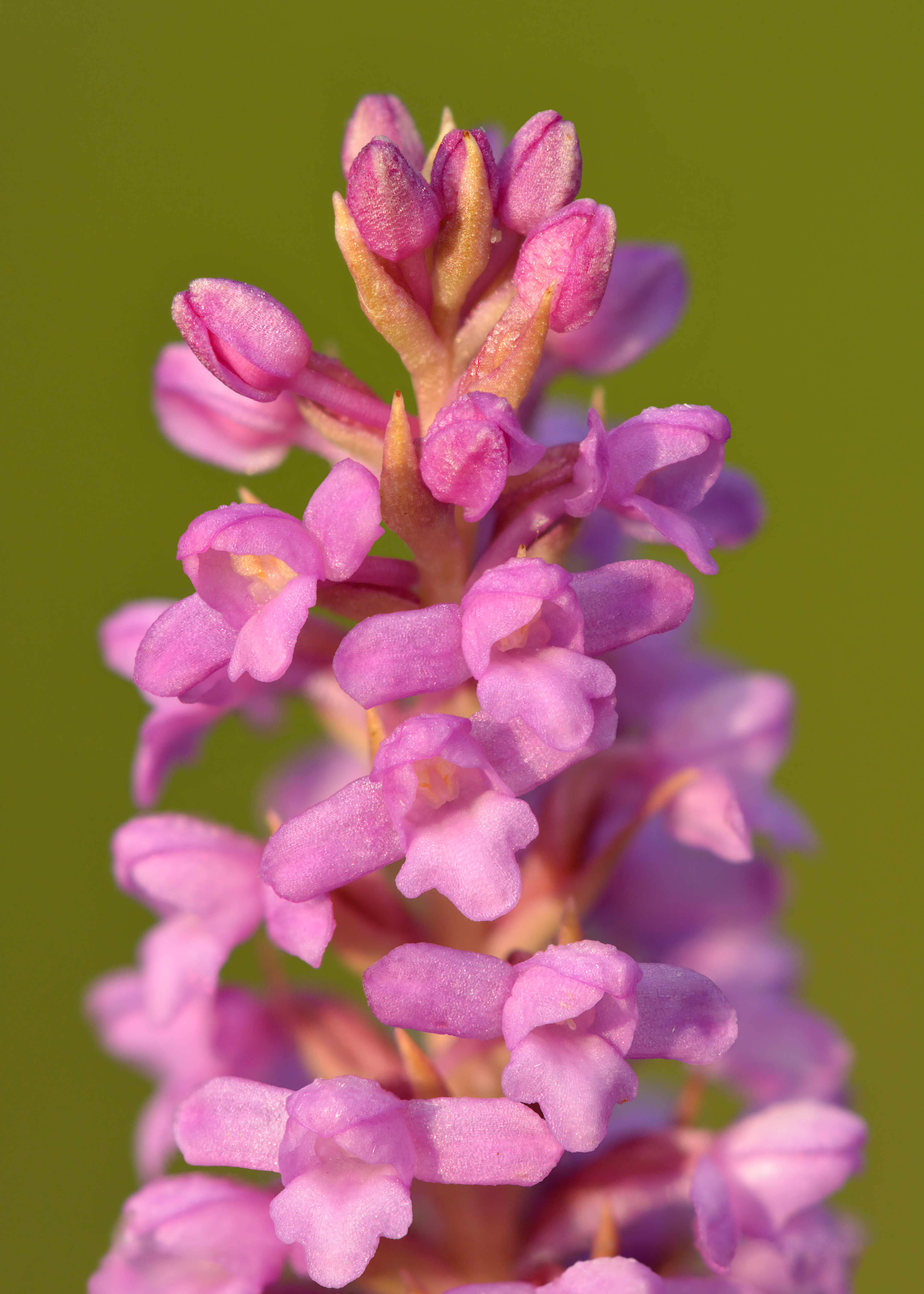
Infiorescenza

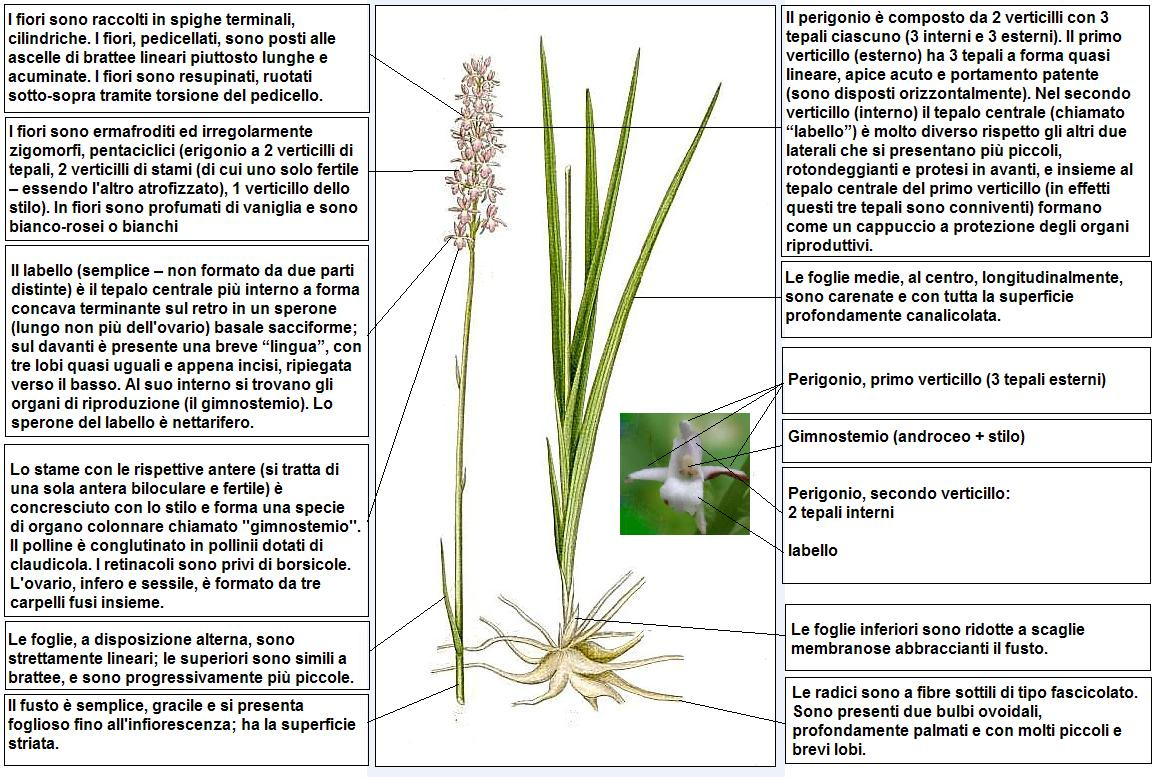
Descrizione delle parti della pianta

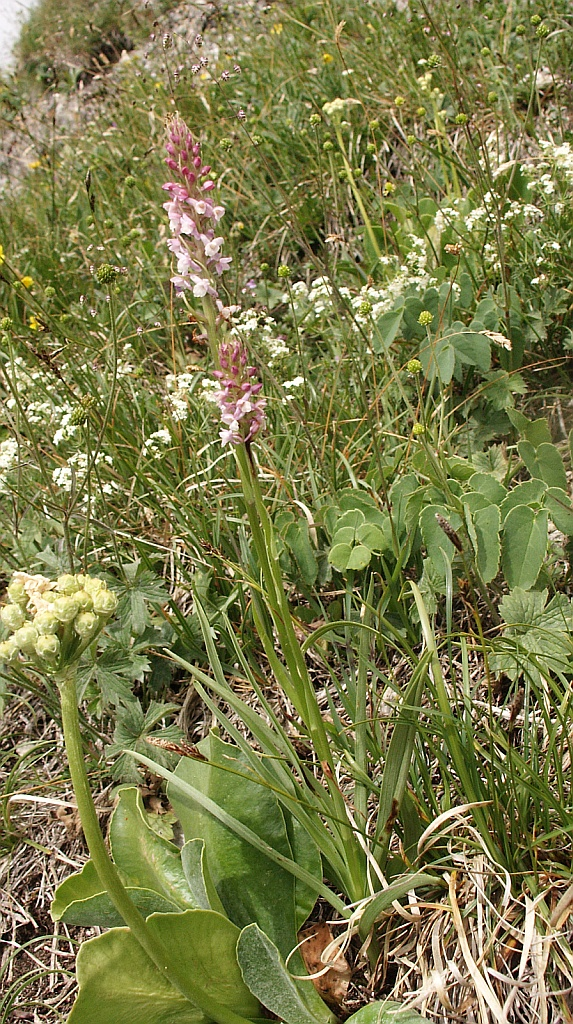
Il portamento

L'altezza di questa pianta varia da 15 a 45 cm. La forma biologica è geofita bulbosa (G bulb), ossia sono piante perenni erbacee che portano le gemme in posizione sotterranea. Durante la stagione avversa non presentano organi aerei e le gemme si trovano in organi sotterranei chiamati bulbi, organi di riserva che annualmente producono nuovi fusti, foglie e fiori. È un'orchidea terrestre in quanto contrariamente ad altre specie, non è “epifita”, ossia non vive a spese di altri vegetali di maggiori proporzioni.

### Radici
Le radici sono a fibre sottili di tipo fascicolato. Sono presenti due bulbi ovoidali, profondamente palmati e con molti piccoli e brevi lobi. Dimensioni medie dei “rizotuberi”: larghezza 11 mm; lunghezza 19 mm.

### Fusto
Il fusto è semplice, gracile e si presenta foglioso fino all'infiorescenza; ha la superficie striata.

### Foglie

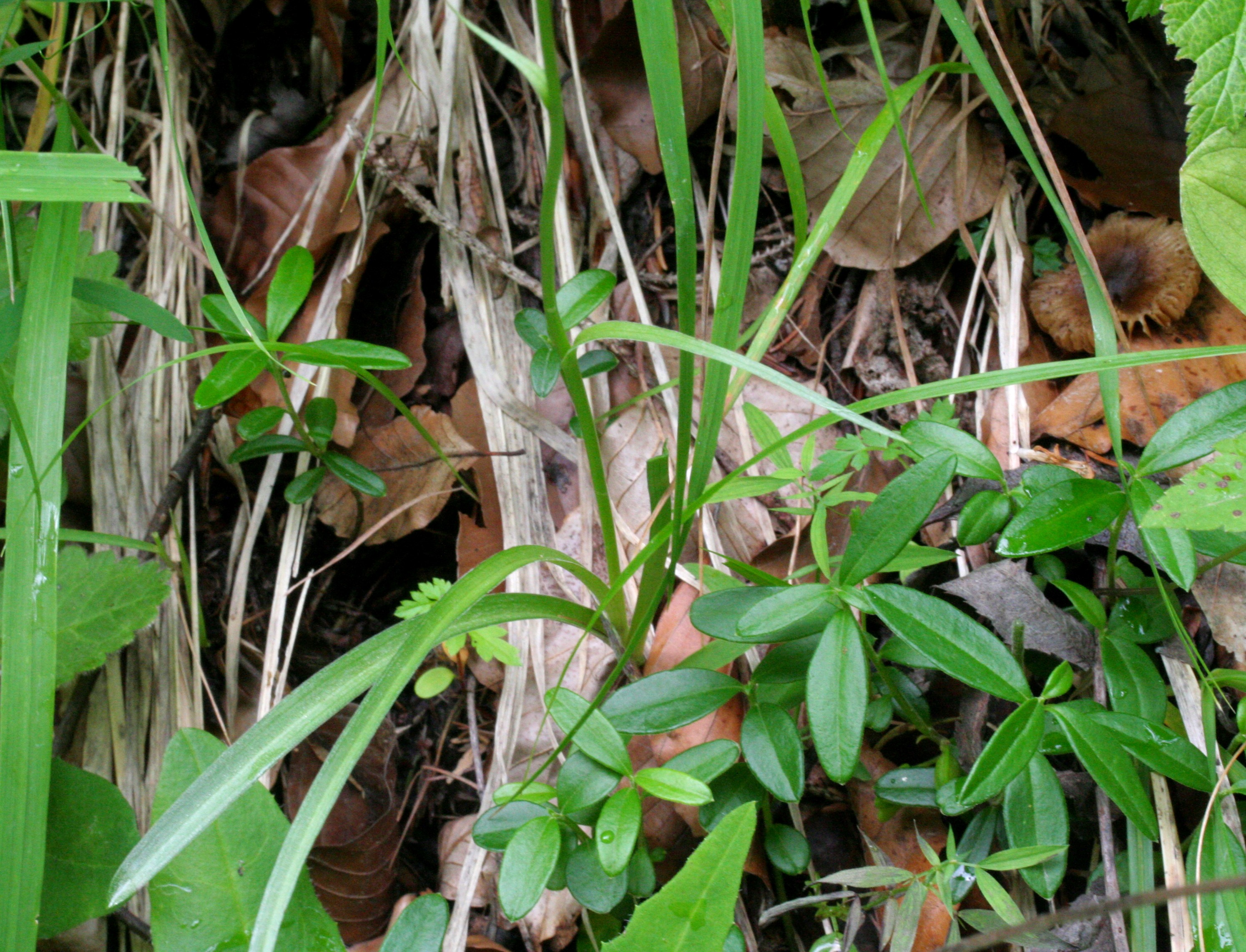
Le foglie
Località: Cortina (BL), 1400 m s.l.m. - 20/07/2008

Le foglie, a disposizione alterna, sono strettamente lineari; le superiori, simili a brattee, sono progressivamente più piccole. Quelle inferiori sono ridotte a scaglie membranose abbraccianti il fusto. Quelle medie al centro sono carenate longitudinalmente ed hanno tutta la superficie profondamente canalicolata. Dimensione delle foglie inferiori: larghezza 5 – 7 mm; lunghezza 3 – 10 mm. Lunghezza delle foglie superiori:  2 – 4 mm;

### Infiorescenza

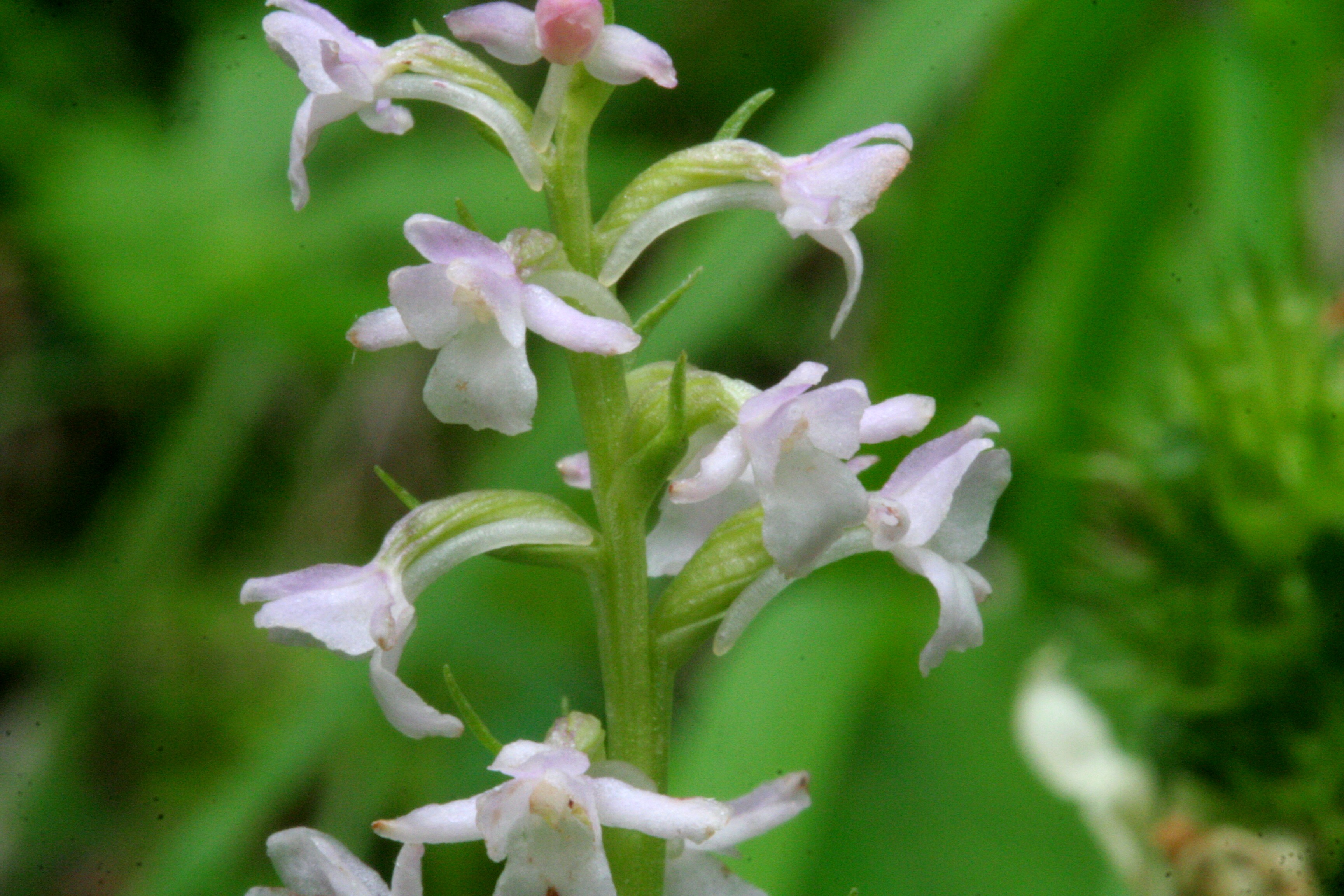
Infiorescenza (pedicelli resupinati)
Località: Cortina (BL), 1400 m s.l.m. - 20/07/2008

I fiori sono raccolti in spighe terminali, cilindriche, compatte e multiflora ma anche lasse (fino a 60 fiori per spiga). I fiori, pedicellati, sono posti alle ascelle di brattee lineari piuttosto lunghe e acuminate. I fiori sono resupinati, ruotati sottosopra tramite torsione del pedicello (e non dell'ovario come nel genere Cephalanthera); in questo caso il labello è volto in basso. Lunghezza della spiga: 5 – 10 cm (massimo 20 cm). Dimensione delle brattee: larghezza 2 – 3 mm; lunghezza 10 – 15 mm.

### Fiore

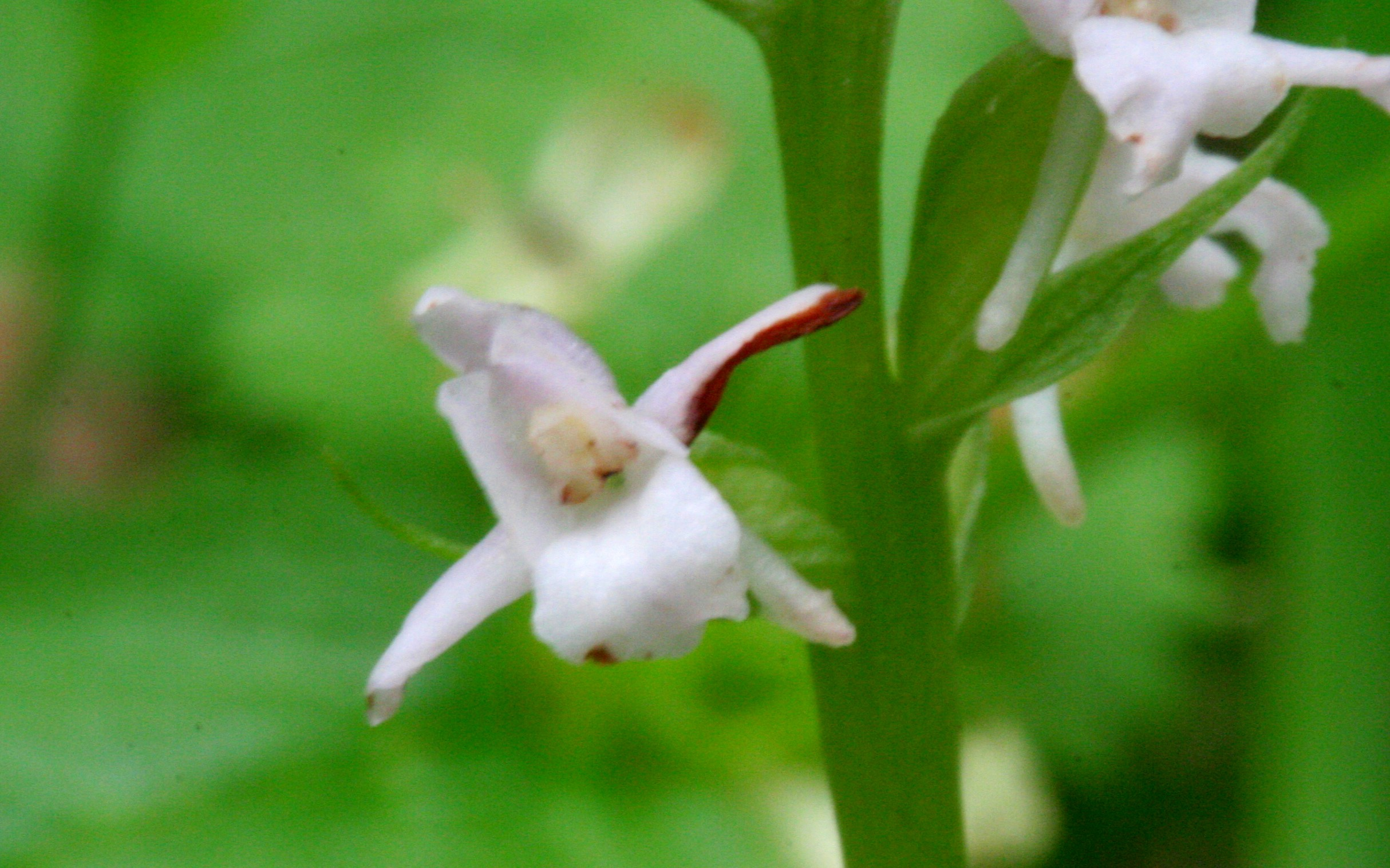
Il fiore
Località: Cortina (BL), 1400 m s.l.m. - 20/07/2008

I fiori sono ermafroditi ed irregolarmente zigomorfi, pentaciclici (perigonio a 2 verticilli di tepali, 2 verticilli di stami (di cui uno solo fertile – essendo l'altro atrofizzato), 1 verticillo dello stilo). In fiori sono profumati di vaniglia e sono bianco-rosei o bianchi (sfumano nel porporino verso l'apice dell'infiorescenza). Dimensione del fiore: 6 – 10 mm.
- Formula fiorale: per queste piante viene indicata la seguente formula fiorale:

P 3+3, [A 1, G (3)]
- Perigonio: il perigonio è composto da 2 verticilli con 3 tepali ciascuno (3 interni e 3 esterni). Il primo verticillo (esterno) ha 3 tepali a forma quasi lineare, apice acuto e portamento patente (sono disposti orizzontalmente). Nel secondo verticillo (interno) il tepalo centrale (chiamato “labello”) è molto diverso rispetto agli altri due laterali che si presentano più piccoli, rotondeggianti e protesi in avanti, e insieme al tepalo centrale del primo verticillo (in effetti questi tre tepali sono conniventi) formano come un cappuccio a protezione degli organi riproduttivi. Lunghezza del tepali: 4 – 5 mm
- Labello: il labello (semplice – non formato da due parti distinte) è il tepalo centrale più interno a forma concava terminante sul retro in uno sperone (lungo non più dell'ovario) basale e sacciforme; sul davanti è presente una breve “lingua”, con tre lobi quasi uguali e appena incisi, ripiegata verso il basso. Al suo interno si trovano gli organi di riproduzione (il ginostemio). Lo sperone del labello è nettarifero. Lunghezza dello sperone: 5 mm. Dimensione del labello: larghezza 3 mm; lunghezza 3 mm.
- Ginostemio:  lo stame con le rispettive antere (si tratta di una sola antera biloculare e fertile) è concresciuto con lo stilo e forma una specie di organo colonnare chiamato ginostemio[5]. Il polline è conglutinato in pollinii (questi ultimi sono forniti di una ghiandola vischiosa - retinacolo) dotati di caudicola. I retinacoli sono privi di borsicole (quindi nudi)[3].  L'ovario, infero e sessile, è formato da tre carpelli fusi insieme.
- Fioritura: da maggio ad agosto.

### Frutti
Il frutto è una capsula con diverse coste e deiscente per alcune di queste.  Al suo interno sono contenuti numerosi minutissimi semi piatti. Questi semi sono privi di endosperma e gli embrioni contenuti in essi sono poco differenziati in quanto formati da poche cellule. Queste piante vivono in stretta simbiosi con micorrize endotrofiche, questo significa che i semi possono svilupparsi solamente dopo essere infettati dalle spore di funghi micorrizici (infestazione di ife fungine). Questo meccanismo è necessario in quanto i semi da soli hanno poche sostanze di riserva per una germinazione in proprio.

## Biologia
La riproduzione di questa pianta può avvenire in due modi: 
- per via sessuata grazie all'impollinazione degli insetti pronubi: il nettare è contenuto nello sperone, costringendo così i vari insetti a “strofinarsi” contro gli organi impollinatori posti nel ginostemio. La germinazione dei semi è condizionata dalla presenza di funghi specifici (i semi sono privi di albume).
- per via vegetativa in quanto uno dei due bulbi possiede la funzione vegetativa per cui può emettere gemme avventizie capaci di generare nuovi individui (l'altro bulbo è di riserva).

## Distribuzione e habitat
- Geoelemento: il tipo corologico (area di origine) è Centroeuropeo.
- Diffusione: in Italia questa pianta è presente sulle Alpi (è comune) e sugli Appennini settentrionali (è rara). In Europa è comune con esclusione delle seguenti zone: dinarica e Monti Balcani.
- Habitat: l'habitat tipico di queste piante sono i cespuglieti, i pascoli, praterie rase e le boscaglie (di pini montani), pinete in generale e gineprai; ma anche pietraie, ruderi, zone vicine a sorgenti e ruscelli oppure torbiere basse. Il substrato preferito è calcareo con pH basico, bassi valori nutrizionali del terreno che deve essere secco.
- Diffusione altitudinale: sui rilievi queste piante si possono trovare da 1000 fino a 1800 m s.l.m.; frequentano quindi i seguenti piani vegetazionali: collinare, montano e subalpino.

### Fitosociologia
Dal punto di vista fitosociologico la specie di questa voce appartiene alla seguente comunità vegetale:
Formazione: delle comunità delle praterie rase dei piani subalpino e alpino con dominanza di emicriptofite
Classe: Elyno-Seslerietea variae
Ordine: Seslerietalia variae

## Tassonomia
Il numero cromosomico di G. odoratissima è: 2n = 40.

### Variabilità
Ne sono state descritte numerose varietà (non tutte riconosciute dai vari botanici) tra cui la seguente probabilmente presente sul territorio italiano:
- Gymnadenia odoratissima var. idae Goiran, (1883)

### Ibridi
Con la specie Gymnadenia conopsea la pianta di questa voce forma il seguente ibrido interspecifico:
- Gymnadenia × intermedia Peterm. (1841)

Queste piante si ibridano facilmente anche con specie di generi diversi formando così ibridi intragenerici. Qui descriviamo brevemente l'ibrido col genere Nigritella:
- Gymninigritèlla heuffleri (Kerner) Camus (1892) – Ibrido tra Gymnadenia odoratissima e Nigritella nigra:  la parte basale del labello è leggermente trilobata (in Nigritella i tre lobi sono più profondamente incisi) ed ha un portamento più obliquo; lo sperone è più breve dei tepali; la lunghezza dell'infiorescenza è intermedia tra le due specie (non è cilindrica come in Gymnadenia, ma neppure conica come in Nigritella); il colore è più chiaro (rosa deciso) rispetto al bruno-purpureo della Nigritella.

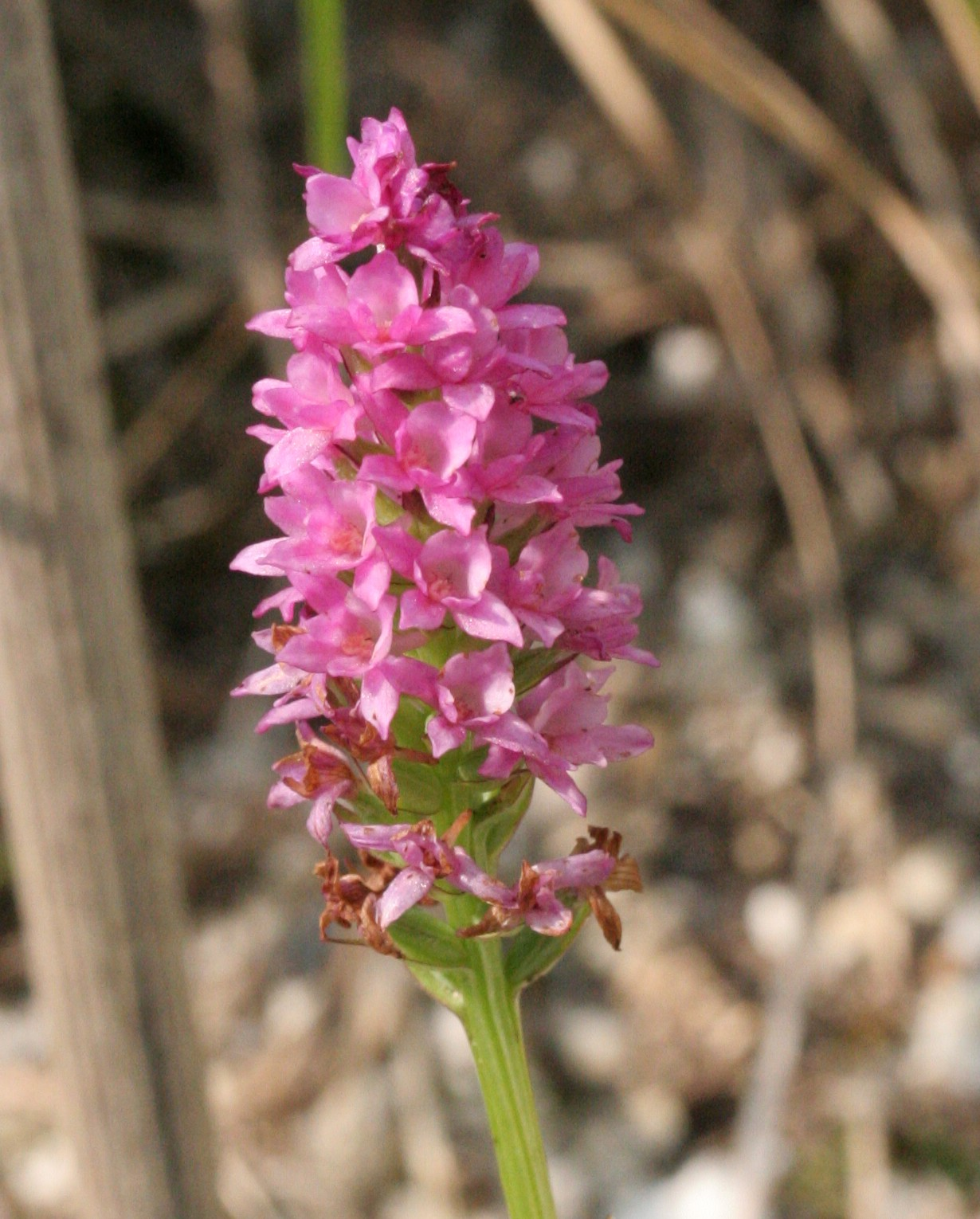
× Gymnigritella heufleri Località:  Giardino Botanico Alpino "Giangio Lorenzoni", Pian Cansiglio, Tambre d'Alpago (BL), 1000 m s.l.m. - 04/07/2008
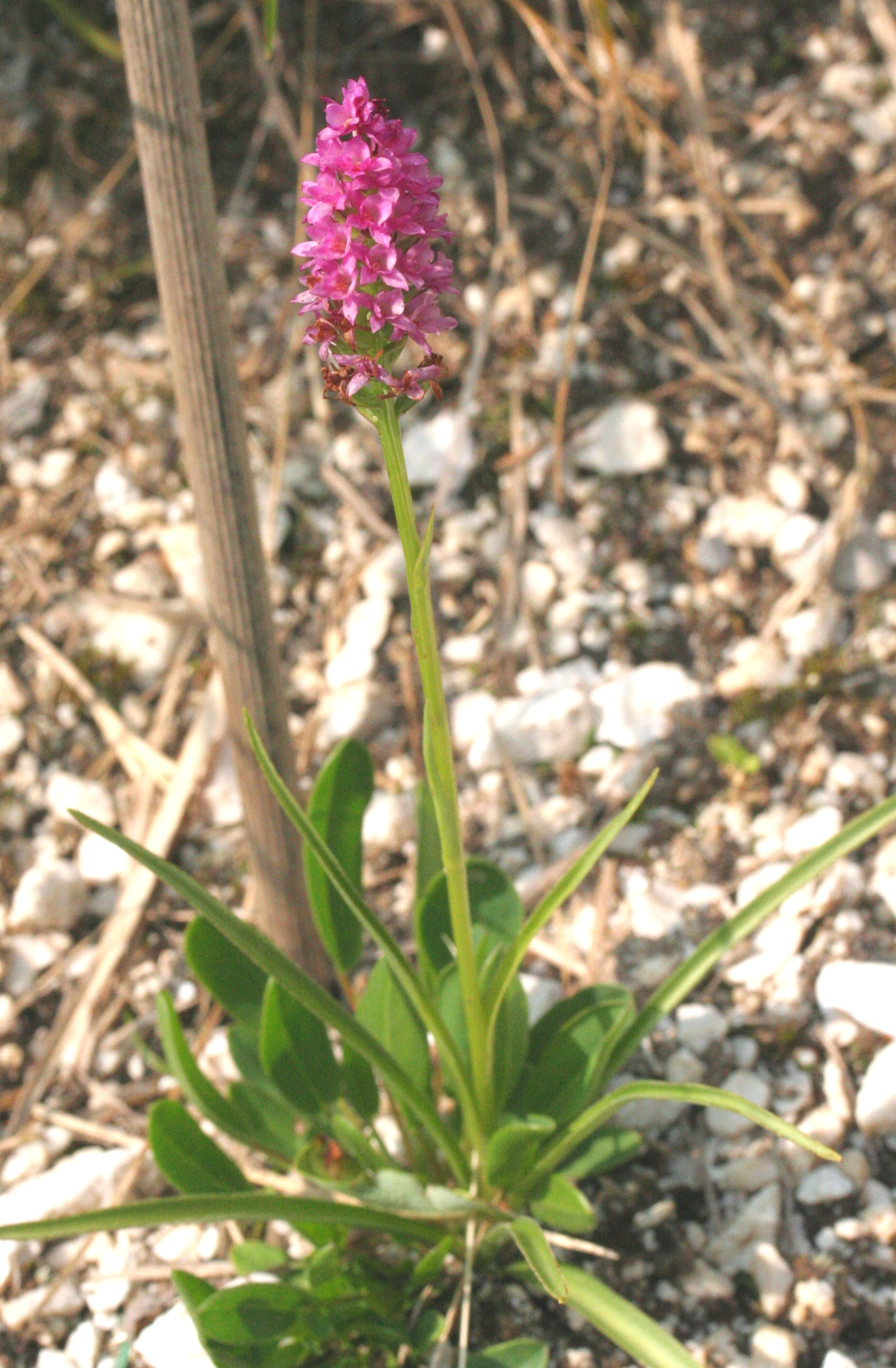
× Gymnigritella heufleri
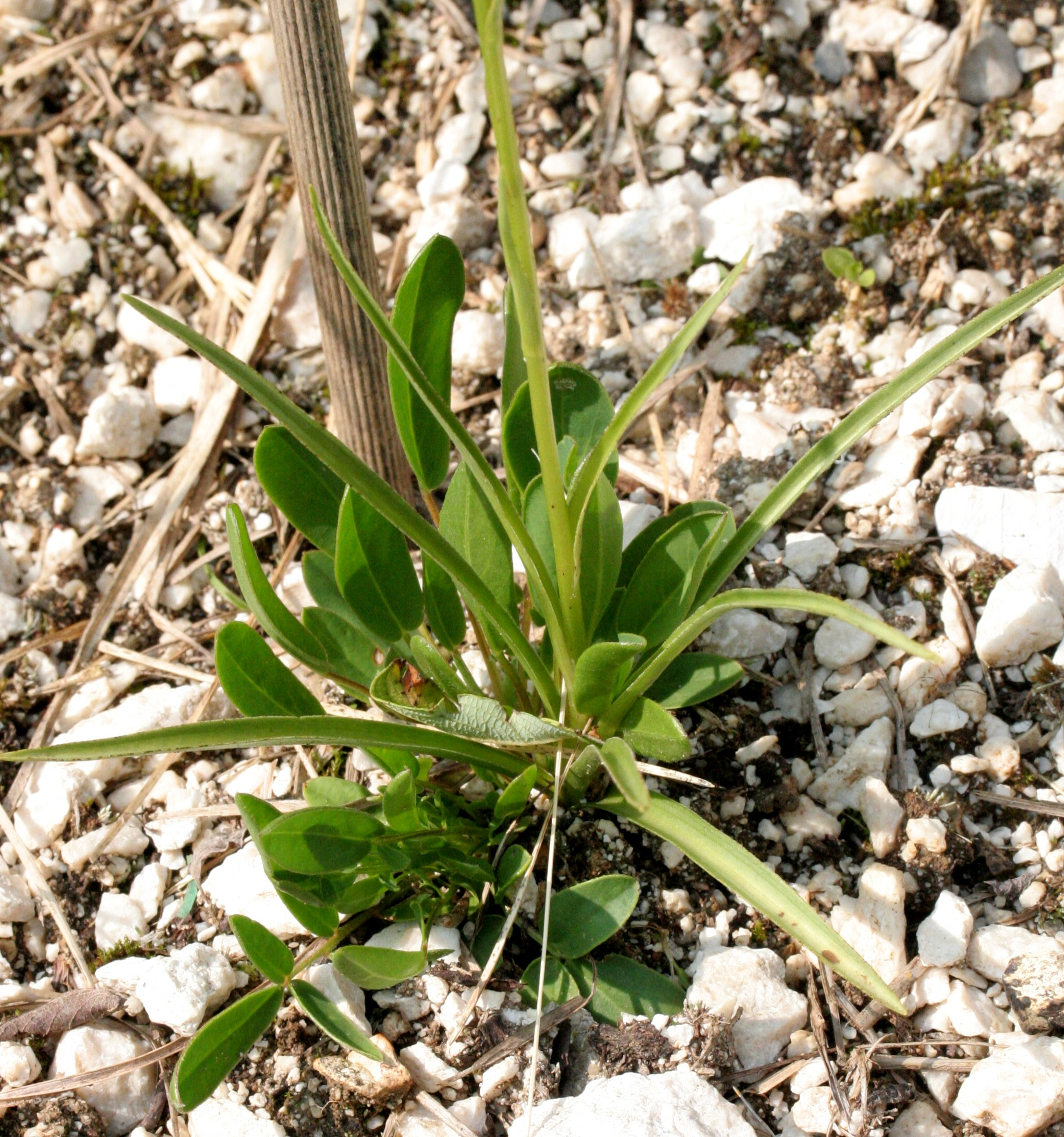
× Gymnigritella heufleri

Altri generi con i quali la pianta di questa voce si ibrida facilmente sono Orchis e Platanthera.

### Sinonimi
- Orchis odoratissima L. (1759) (basionimo)
- Satyrium odoratissimum (L.) Wahlenb. (1826)
- Habenaria odoratissima (L.) Franch. (1885)

### Specie simili
Questa pianta può facilmente essere confusa con l'altra specie del genere Gymnadenia presente in Italia: Gymnadenia conopsea (L.) R.Br. - Manina rosea. Quest'ultima comunque si distingue dalla “Manina profumata” per le seguenti caratteristiche:
- i fiori non sono profumati (o appena un po');
- la dimensione e del labello è più grande;
- lo sperone del labello è più lungo (nella specie conopsea lo sperone oltrepassa il fusto nella direzione opposta, mentre nella specie odoratissima non è più lungo dell'ovario).

## Conservazione
Come tutte le orchidee è una specie protetta e quindi ne è vietata la raccolta e il commercio ai sensi della Convenzione sul commercio internazionale delle specie minacciate di estinzione (CITES).